# Galiomyza violiphaga
Galiomyza violiphaga är en tvåvingeart som först beskrevs av Friedrich Georg Hendel 1932.  Galiomyza violiphaga ingår i släktet Galiomyza, och familjen minerarflugor. Arten är reproducerande i Sverige.